# Antoniotto Usodimare
Antoniotto Usodimare (Genova, 1416 — 1461), ou Antonio dito Uso di Mare, foi um mercador, navegador e explorador genovês que trabalhou ao serviço do Infante D. Henrique, sendo considerado entre os mais conhecidos capitães do mar do período histórico de grandes viagens e grandes explorações.

## Biografia
Nascido em Génova em 1416 de uma família abastada, é identificado por vários autores com Antonio de Noli, mas a identidade entre os dois não é apurada nem universalmente reconhecida, sendo aliás refutada por outros autores.. Foi inicialmente comerciante e navegador, mas a tendência dos maus negócios obrigou-o a refugiar-se primeiro em Sevilha e depois, em 1453, em Portugal.
Como outros navegadores genoveses, foi contratado pelo Infante D. Henrique e em 1456 juntou-se a Alvise Da Mosto para continuar a exploração do Rio Gâmbia que este havia iniciado ano anterior junto com Antonio de Noli. Juntos percorreram mais de 100 km para dentro do continente, entrando em contato pacífico com as populações locais. No regresso tocaram nas ilhas dos Bijagós e em algumas das ilhas do arquipélago de Cabo Verde, sem contudo as terem explorado sistematicamente (o que Antonio de Noli fez nos anos seguintes, sendo por isso considerado o seu verdadeiro descobridor). Para a realização das suas cartas de navegação provavelmente também se terá valido das informações que lhe haviam sido relatadas em Génova pelo mercador e explorador Antonio Malfante.
Após esta viagem, perdeu-se o rasto de Antoniotto Usodimare. De uma carta aos seus credores e de uma descrição latina das suas viagens intitulada Itinerari, ambas preservadas em Génova, é possível datar o seu desaparecimento por volta de 1461.
O seu nome foi dado a um contratorpedeiro da classe Navigatori Regia Marina Italiana que operou durante a Segunda Guerra Mundial e a um navio mercante italiano, que foi operado pela compnhia Italia di Navigazione, de Génova, e depois pela companhia Lloyd Triestino de Trieste.